# Estádio José Neto
Estádio José Neto – stadion piłkarski, w Propriá, Sergipe, Brazylia, na którym swoje mecze rozgrywa klub América Futebol Clube (SE).